# Jungia
Jungia es un género de plantas con flores perteneciente a la familia Asteraceae. Comprende 70 especies descritas y de estas, solo 23 aceptadas.

## Taxonomía
El género fue descrito por Carlos Linneo el Joven y publicado en Supplementum Plantarum 58, 380. 1781[1782]. La especie tipo es: Jungia ferruginea L. f.
Etimología
Jungia: nombre genérico dado por Linneo en honor al botánico alemán Joachim Jungius.

## Algunas especies aceptadas
A continuación se brinda un listado de las especies del género Jungia aceptadas hasta julio de 2012, ordenadas alfabéticamente. Para cada una se indica el nombre binomial seguido del autor, abreviado según las convenciones y usos.
- Jungia auriculata Steud.
- Jungia amplistipula Cerrate[5]
- Jungia axillaris (Lag. ex DC.) Spreng.
- Jungia bogotensis Hieron.
- Jungia brachyphylla Cuatrec.
- Jungia calyculata Cuatrec.
- Jungia coarctata Hieron.
- Jungia colombiana Cuatrec.
- Jungia paniculata A.Gray[6]
- Jungia rugosa Less.[7]
- Jungia schuerae Harling[8]
- Jungia weberbaueri Cerrate[9]